# Den kroniska oskulden (bok)
Den kroniska oskulden är Klaus Rifbjergs debutroman, skriven 1958. Den bearbetades till en film av Edward Fleming 1985 under samma namn. Romanen handlar om vänskapen mellan pojken Janus och hans vän Tore, och den senares kärlek till Helle.
När romanen gavs ut kritiserades den av bland annat tidningarna Berlingske, Politiken, Socialdemokaten och Aktuelt, men efter hand tystnade kritiken.
Författare har ansett Niels Barfoed som modellen för karaktären Tore.